# Patrick Walsh
Patrick Walsh (Ballingarry, 1840. január 1. – Augusta, 1899. március 19.) az Amerikai Egyesült Államok szenátora (Georgia, 1894–1895).